# Dunnerdale Beck
Der Dunnerdale Beck ist ein Wasserlauf im Lake District, Cumbria, England.
Der Dunnerdale Beck entsteht westlich des Fox Haw und fließt in südlicher Richtung bis zu seiner Mündung in den River Lickle.